# Le Nouvelliste
Le Nouvelliste ist eine französischsprachige Schweizer Tageszeitung mit Sitz in Sitten im Kanton Wallis. Die Zeitung verstärkte kontinuierlich ihren Einfluss im französischsprachigen Teil des Wallis, wo sie eine Monopolstellung hat. Sie war in ihren Anfängen konservativ und katholisch geprägt. Seit einigen Jahren hat sie eine pluralistischere Ausrichtung.

## Allgemeines
Der Nouvelliste erreicht eine WEMF-beglaubigte Auflage von 35'561 (Vj. 36'832) verkauften bzw. 35'851 (Vj. 37'157) verbreiteten Exemplaren und eine Reichweite von 109'000 (Vj. 115'000) Lesern (WEMF MACH Basic 2018-II).
In Zusammenarbeit mit der Mediathek Wallis und der Schweizer Nationalbibliothek und mit finanzieller Unterstützung der Loterie Romande wurden sämtliche Ausgaben des Nouvelliste seit 1903 digitalisiert und werden der Öffentlichkeit seit dem 14. Januar 2014 gratis online zur Verfügung gestellt.

## Geschichte
1903 gründete Charles Haegler in Saint-Maurice Le Nouvelliste valaisan, der zu Beginn dreimal wöchentlich und ab 1929 werktäglich erschien. Unter André Luisier (1924–1998), dem Nachfolger Haeglers als Chefredaktor ab 1949, zog die Zeitung nach Sitten um. 1960 fusionierte Le Nouvelliste valaisan (Auflage: 8'800 Exemplare) mit Le Rhône aus Martigny (6’500 Exemplare), einer Zeitung ohne politische Bindung, die dreimal wöchentlich erschien, und nahm den Namen Le Nouvelliste du Rhône an. 1961 betrug die beglaubigte Auflage 13'800 Exemplare.
1968 übernahm Le Nouvelliste du Rhône die zweite Tageszeitung des Kantons, das Feuille d’Avis du Valais (Auflage: 13'400 Exemplare), das 1903 von Émile Gessler in Sitten als Journal et Feuille d’Avis du Valais gegründet worden war und so bis 17. November 1952 hiess, und benannte sich in Nouvelliste et Feuille d’Avis du Valais um. 1969 betrug dessen Auflage 27'000 Exemplare. Seit 2005 heisst die Zeitung Le Nouvelliste. Gedruckt wurde sie ab 1960 in Sitten. Sie war Ende 1971 eine der ersten Schweizer Zeitungen, die im farbigen Offset gedruckt wurden.
Unter der Führung des Eigentümers und Chefredaktors André Luisier kultivierte der Nouvelliste lange ein Image bedingungsloser politischer Unbeirrbarkeit und Ideologie. Von seinen Gegnern spöttisch La Pravda genannt, repräsentierte er die im Wallis herrschende politische und katholische Macht.
1994 übernahm sich André Luisier, nebenbei auch Präsident und Hauptsponsor des FC Sion, mit dem Bau eines neuen modernen Druckzentrums und musste die Mehrheit der Muttergesellschaft Rhône-Media mehreren heterogenen Aktionärsgruppen abgeben, die sich in der Folge um die Ausrichtung der Zeitung stritten. Mit 37,5 % beteiligte sich auch der Lausanner Medienkonzern Edipresse an der Gesellschaft. Unter den Chefredaktoren François Dayer und Jean Bonnard machte die Zeitung zunächst eine Öffnung durch. 2007 setzten sich jedoch die rechtskonservativen Aktionärsgruppen durch und setzten als Chefredaktor Jean-François Fournier ein, der wieder einen prononcierten Rechtskurs einleitete.
2004 unterzeichnete der Nouvelliste mit der Freiburger Tageszeitung La Liberté einen Zusammenarbeitsvertrag. Dabei sollte der Austausch zwischen den Redaktionen ausgebaut, in den Bereichen Marketing, Vertrieb und Ausbildung zusammengearbeitet und die Informatiksysteme miteinander kompatibel gemacht werden.
2006 wechselte die Verlagsgesellschaft, Tochter von Rhône-Media, ihren Namen von «Imprimerie Moderne SA Sion» in «Éditions Le Nouvelliste SA» um.
2009 führte die Aussicht, dass durch die Übernahme der Schweizer Medienaktivitäten von Edipresse durch Tamedia ein Deutschschweizer Grossverlag grösster Aktionär des Nouvelliste würde, zu einer Einigung unter den bisher zerstrittenen Walliser Aktionären von Rhône-Media Jacques Lathion und Bernard Donzé. Letzterer gab einen Teil seines Paketes an Lathion ab, so dass beide einen identischen Anteil von gut 30 % hielten. Sie unterzeichneten einen Aktionärsbindungsvertrag, der für Entscheide eine Zweidrittelmehrheit der Walliser Aktionäre verlangte. Weitere Walliser Aktionäre sollten sich dem anschliessen. Edipresse verkaufte jedoch ihrerseits Ende 2009 ihren Anteil an Jacques Lathion, der damit Mehrheitsaktionär wurde.
2010 übernahm die Groupe ESH Médias (Editions Suisses Holding SA) von Philippe Hersant, Inhaber der französischen Mediengruppe Hersant, bereits Besitzer der Neuenburger Zeitungen Express und Impartial sowie La Côte aus Nyon, die Mehrheit von Rhône-Media. Der Nouvelliste sollte in der Folge eine weniger polemische und stärker auf Ausgleich bedachte redaktionelle Linie einhalten. Hersant entliess im Januar 2013 den Direktor Patrik Chabbey und im Oktober 2013 den umstrittenen Chefredaktor Jean-François Fournier. Das von Hersant 2014 eingesetzte Chefredaktorenduo Sandra Jean und Vincent Fragnière soll das Blatt noch unabhängiger, kritischer und glaubwürdiger machen.